# Jason Faunt
Jason Patrick Faunt é um ator norte americano, nascido em 20 de novembro de 1974 no estado de Illinois (Estados Unidos), mais conhecido por interpretar o papel de Wes Collins em Power Rangers: Força do Tempo, como o de Alex que foi o Ranger Vermelho na mesma temporada em 2001.
Jason cresceu em um subúrbio de Chicago McHenry, Illinois. Ele estudou em McHenry High School East Campus, e se formou na mesma classe com o Matt Skiba, vocalista da banda Alkaline Trio. Um atleta talentoso, iria se tornar um jogador de beisebol profissional. Em vez disso, ele se mudou para Los Angeles para prosseguir uma carreira de ator, fazendo sua estreia profissional em Power Rangers: Força do Tempo.
Se casou com sua esposa Stephanie em 6 de setembro de 2002. Eles têm um filho. Enquanto estavam noivos, Stephanie apareceu na cena de bar no episódio "Loucuras no Cinema, Parte 2".
Em 2012, fez a captura de movimentos para o personagem Leon S. Kennedy, no jogo Resident Evil 6, produzido pela Capcom.

## Filmografia

### Filmes
- Pact (2004)
- Jekyll (2004)
- Totem (1999)
- Witchouse (1999)

### Trabalho na TV
| Televisão | Televisão                       | Televisão                                      | Televisão                                                                               |
| Ano       | Título                          | Personagens                                    | Notas                                                                                   |
| --------- | ------------------------------- | ---------------------------------------------- | --------------------------------------------------------------------------------------- |
| 2022      | All American                    | Bryce                                          | 1 episódio (Got Your Money)                                                             |
| 2018      | Power Rangers Super Ninja Steel | Wesley Collins, Ranger do Tempo Vermelho       | 3 episódios (O Show de Poisy, Dimensões em Perigo, Esperta Como uma Raposa)             |
| 2014      | Power Rangers Super Megaforce   | Wesley Collins, Ranger do Tempo Vermelho       | 1 episódio (Batalha Lendária)                                                           |
| 2010      | Deadliest Warrior               |                                                |                                                                                         |
| 2008      | Eve                             |                                                | 2 episódios (Condom mania e She snopes to conquer)                                      |
| 2006      | Battleground: The Art of War    | Alexandre, o Grande                            |                                                                                         |
| 2003      | Port Charles                    |                                                |                                                                                         |
| 2002      | Power Rangers Força Animal      | Wesley Collins, Ranger do tempo Vermelho       | 3 episódios (Eternamente Vermelho, Ajuda do Futuro: Parte 1 e Ajuda do Futuro: Parte 2) |
| 2002      | Power Rangers Força Animal      | Bulldozer Org (voz)                            | 1 episódio (Em Busca do Pássaro Alma)                                                   |
| 2001      | S Club 7 in Hollywood           | Entrevistador                                  | The Stylist                                                                             |
| 2001      | Power Rangers Força do Tempo    | Alex/ Wesley Collins, Ranger do tempo Vermelho | 40 episódios                                                                            |
|           | Passions                        |                                                |                                                                                         |

### Video games
- Resident Evil 6 (2012) - Leon S. Kennedy ator de captura de movimento

### Produção
- Pact (2004/I) (produtor)